# Heike Lindner
Heike Lindner (* 1961) ist eine deutsche evangelische Theologin.

## Leben
Von 1980 bis 1987 studierte sie die Lehramtsfächer evangelische Theologie und Musik in Köln und Bonn. Nach der Promotion (1999–2003) in evangelischer Theologie/Religionspädagogik an der Universität Bonn und der Habilitation (2004–2008) an der Evangelisch-theologischen Fakultät Abteilung Religionspädagogik an der Universität Bonn ist sie seit 2009 Universitätsprofessorin für Evangelische Theologie und ihre Didaktik mit Schwerpunkt Religionspädagogik an der Universität zu Köln.

## Schriften (Auswahl)
- Musik im Religionsunterricht. Mit didaktischen Entfaltungen und Beispielen für die Schulpraxis. Münster 2003, ISBN 3-8258-6816-8.
- Kompetenzorientierte Fachdidaktik Religion. Praxishandbuch für Studium und Referendariat. Göttingen 2012, ISBN 3-8252-3629-3.
- Musik für den Religionsunterricht. Praxis- und kompetenzorientierte Entfaltungen. Göttingen 2014, ISBN 3-525-70208-6.
- mit Monika Tautz (Hg.): Reflexionen und Anwendungen für die Religionspädagogik. Praxisband. Berlin 2019, ISBN 978-3-643-14267-2.